# Arquidiócesis de Baltimore
La arquidiócesis de Baltimore (en latín: Archidioecesis Baltimoren(sis) y en inglés: Roman Catholic Archdiocese of Baltimore) es una circunscripción eclesiástica latina de la Iglesia católica en Estados Unidos, sede metropolitana de la provincia eclesiástica de Baltimore. La arquidiócesis tiene al arzobispo William Edward Lori como su ordinario desde el 20 de marzo de 2012. La Santa Sede concedió el 15 de agosto de 1859 al arzobispo de Baltimore el derecho de precedencia en la nación, en las liturgias, reuniones y consejos. Por lo tanto es la Arquidiócesis Primada de Estados Unidos.

## Territorio y organización

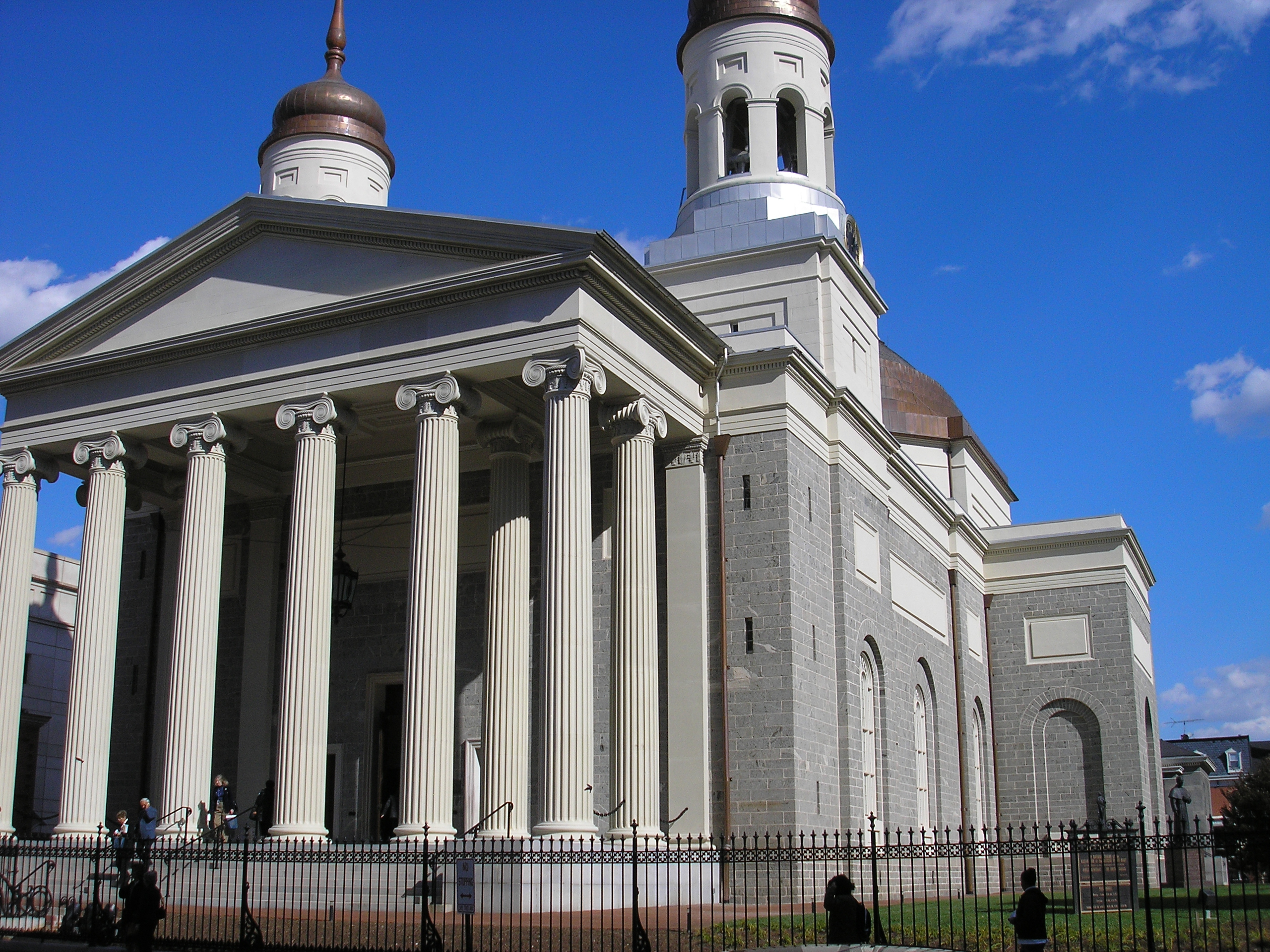
Basílica del Santuario Nacional de la Asunción de la Bienaventurada Virgen María

La arquidiócesis tiene 12 430 km² y extiende su jurisdicción sobre los fieles católicos de rito latino residentes en 9 condados del estado de Maryland: Allegany, Anne Arundel, Baltimore, Carroll, Frederick, Garrett, Harford, Howard y Washington.
La sede de la arquidiócesis se encuentra en la ciudad de Baltimore, en donde se halla la Catedral de María Nuestra Reina y la Concatedral basílica del Santuario Nacional de la Asunción de la Bienaventurada Virgen María. Es considerada como iglesia madre de los Estados Unidos por ser más antigua catedral y parroquia de Estados Unidos, construida en 1806-1821. En Emmitsburg se encuentra la basílica menor de Santa Isabel Ana Bayley Seton y el santuario de Nuestra Señora de Lourdes. La arquidiócesis de Baltimore es una de solo tres circunscripciones eclesiásticas de Estados Unidos que tienen dos iglesias como catedrales en la misma ciudad.
En 2020 en la arquidiócesis existían 139 parroquias.
La arquidiócesis tiene como sufragáneas a las diócesis de: Arlington, Richmond, Wheeling-Charleston y Wilmington.
La arquidiócesis de Baltimore es la más antigua en los Estados Unidos. La Santa Sede concedió el 15 de agosto de 1859 al arzobispo de Baltimore el derecho de precedencia en la nación, en las liturgias, reuniones y consejos. Este derecho normalmente es otorgado a las arquidiócesis primadas, pero la arquidiócesis de Baltimore no ha sido reconocida como sede primacial.
En la arquidiócesis existen cinco hospitales y dos seminarios: St Mary's Seminary and University en Baltimore y el Mount St Mary's Seminary en Mount Saint Mary's University en Emmitsburg.

## Historia
La prefectura apostólica de los Estados Unidos de América fue erigida el 26 de noviembre de 1784, obteniendo su territorio de la diócesis de Quebec (hoy arquidiócesis de Quebec). Fue el primer distrito eclesiástico de los Estados Unidos.
El 6 de noviembre de 1789, debido al breve Ex hac Apostolicae del papa Pío VI, la prefectura apostólica fue elevada a diócesis y asumió el nombre de diócesis de Baltimore. La nueva diócesis quedó inmediatamente sujeta a la Santa Sede.
El 8 de abril de 1808 cedió porciones de su territorio para la erección de las diócesis de Boston (hoy arquidiócesis de Boston), de Bardstown (hoy arquidiócesis de Louisville), de Filadelfia (hoy arquidiócesis de Filadelfia) y de Nueva York (hoy arquidiócesis de Nueva York) mediante el breve Ex debito del papa Pío VII. El mismo día la diócesis fue elevada al rango de arquidiócesis metropolitana con el breve Pontificii muneris.
El 11 de julio de 1820 cedió otras porciones de su territorio para la erección de las diócesis de Charleston y Richmond mediante el breve Inter multiplices del papa Pío VII.
El 18 de junio de 1834 con la bula Benedictus Deus el papa Gregorio XVI confirmó el territorio de jurisdicción de los arzobispos de Baltimore, extendido a todo Maryland y el distrito de Columbia.
El 15 de agosto de 1859 la Prerogative of Place otorgó a la arquidiócesis de Baltimore una precedencia honoraria sobre otras diócesis similar a la de los primados en otros países.
El 3 de marzo de 1868 cedió otra porción de territorio para la erección de la diócesis de Wilmington mediante el breve Summi apostolatus del papa Pío IX.
El 22 de julio de 1939 asumió el nombre de arquidiócesis de Baltimore-Washington.
El 15 de noviembre de 1947 la arquidiócesis se dividió, dando lugar a la arquidiócesis de Baltimore y la arquidiócesis de Washington.

### Casos de abusos sexuales
En noviembre de 2022, tras una investigación iniciada en 2019 en la que tuvo acceso a documentos de la Arquidiócesis de los últimos ochenta años, la Fiscalía General de Maryland notificó a la Corte de Circuito de la Ciudad de Baltimore que unas 600 víctimas habrían sido abusadas sexualmente o violadas por 158 religiosos desde 1940. Los abusos, muchos de ellos cometidos sobre menores de edad —algunos de ellos en edad preescolar—, fueron sistemáticamente encubiertos por las autoridades eclesiásticas a pesar de haber sido denunciados «durante décadas».
El fiscal general de Maryland, Brian Frosh, indicó que dichos abusos por parte de sacerdotes católicos fueron generalizados. Los informes también señalan que la Arquidiócesis no solo fracasó a la hora de afrontar los hechos, sino que ayudó a mantener en secreto esos abusos y la evasión de responsabilidades de los culpables ante la Justicia, aunque en los últimos años sí habría informado a la policía de un gran número de casos.

## Estadísticas
De acuerdo al Anuario Pontificio 2021 la arquidiócesis tenía a fines de 2020 un total de 525 500 fieles bautizados.
| Año                                                                             | Población            | Población | Población      | Sacerdotes | Sacerdotes    | Sacerdotes    | Bautizados por sacerdote | Diáconos permanentes | Religiosos | Religiosos | Parroquias |
| Año                                                                             | Bautizados católicos | Total     | % de católicos | Total      | Clero secular | Clero regular | Bautizados por sacerdote | Diáconos permanentes | Varones    | Mujeres    | Parroquias |
| ------------------------------------------------------------------------------- | -------------------- | --------- | -------------- | ---------- | ------------- | ------------- | ------------------------ | -------------------- | ---------- | ---------- | ---------- |
| 1950                                                                            | 297 546              | 1 509 684 | 19.7           | 649        | 268           | 381           | 458                      |                      | 529        | 2460       | 118        |
| 1959                                                                            | 403 505              | 2 509 139 | 16.1           | 675        | 288           | 387           | 597                      |                      | 814        | 2759       | 131        |
| 1964                                                                            | 480 653              | 2 116 859 | 22.7           | 698        | 317           | 381           | 688                      |                      | 853        | 3411       | 138        |
| 1970                                                                            | 438 203              | 2 321 050 | 18.9           | 686        | 358           | 328           | 638                      | 1                    | 496        | 2937       | 139        |
| 1976                                                                            | 455 564              | 2 425 530 | 18.8           | 772        | 355           | 417           | 590                      | 52                   | 559        | 2120       | 148        |
| 1980                                                                            | 413 668              | 2 869 430 | 14.4           | 667        | 347           | 320           | 620                      | 91                   | 478        | 1972       | 149        |
| 1990                                                                            | 449 483              | 2 534 000 | 17.7           | 652        | 286           | 366           | 689                      | 174                  | 471        | 1484       | 162        |
| 1999                                                                            | 484 287              | 2 849 409 | 17.0           | 595        | 304           | 291           | 813                      | 187                  | 80         | 1212       | 155        |
| 2000                                                                            | 486 607              | 2 870 150 | 17.0           | 597        | 293           | 304           | 815                      | 181                  | 380        | 1233       | 164        |
| 2001                                                                            | 486 828              | 2 903 892 | 16.8           | 511        | 258           | 253           | 952                      | 167                  | 325        | 1160       | 162        |
| 2002                                                                            | 497 424              | 2 944 407 | 16.9           | 514        | 254           | 260           | 967                      | 159                  | 333        | 1190       | 162        |
| 2003                                                                            | 500 179              | 2 972 083 | 16.8           | 497        | 263           | 234           | 1006                     | 171                  | 315        | 1131       | 154        |
| 2004                                                                            | 506 587              | 3 006 607 | 16.8           | 574        | 309           | 265           | 882                      | 183                  | 338        | 1088       | 152        |
| 2006                                                                            | 517 679              | 3 055 407 | 16.9           | 545        | 285           | 260           | 949                      | 178                  | 333        | 1047       | 151        |
| 2010                                                                            | 499 529              | 3 119 000 | 16.0           | 543        | 297           | 246           | 919                      | 158                  | 315        | 934        | 153        |
| 2012                                                                            | 510 328              | 3 148 690 | 16.2           | 511        | 284           | 227           | 998                      | 168                  | 296        | 860        | 146        |
| 2015                                                                            | 509 491              | 3 216 626 | 15.8           | 522        | 274           | 248           | 976                      | 173                  | 312        | 762        | 144        |
| 2018                                                                            | 517 015              | 3 250 032 | 15.9           | 453        | 225           | 228           | 1141                     | 187                  | 293        | 672        | 140        |
| 2020                                                                            | 525 500              | 3 304 588 | 15.9           | 391        | 198           | 193           | 1343                     | 169                  | 234        | 636        | 139        |
| Fuente: Catholic-Hierarchy, que a su vez toma los datos del Anuario Pontificio. |                      |           |                |            |               |               |                          |                      |            |            |            |

### Escuelas secundarias
- Archbishop Curley High School, Baltimore
- Archbishop Spalding High School, Severn
- Bishop Walsh School, Cumberland
- Calvert Hall College High School, Baltimore
- Cardinal Gibbons School, Baltimore
- Cristo Rey Jesuit High School, Baltimore
- Institute of Notre Dame, Baltimore
- Loyola Blakefield, Towson
- Maryvale Preparatory School, Brooklandville
- Mercy High School, Baltimore
- Mount de Sales Academy, Baltimore
- Mount Saint Joseph High School, Baltimore
- Notre Dame Preparatory School, Baltimore
- Our Lady of Mount Carmel High School, Baltimore
- St. Frances Academy, Baltimore
- St. John's Catholic Preparatory, Frederick
- St. Maria Goretti High School, Hagerstown
- St. Mary's High School, Annapolis
- The Catholic High School of Baltimore, Baltimore
- The John Carroll School, Bel Air
- The Seton Keough High School, Baltimore
- Towson Catholic High School, Towson